# Saccarello - Garlenda
Saccarello - Garlenda este o arie protejată (arie de protecție specială avifaunistică — SPA) din Italia întinsă pe o suprafață de 984 ha, integral pe uscat.

## Localizare
Centrul sitului Saccarello - Garlenda este situat la coordonatele 44°02′42″N 7°43′58″E / 44.045093°N 7.732914°E.

## Înființare
Situl Saccarello - Garlenda a fost declarat arie de protecție specială avifaunistică în februarie 2000 pentru a proteja 1 specie de plante și 28 de specii de animale.

## Biodiversitate
Situată în ecoregiunea alpină, aria protejată conține 11 habitate naturale: Pajiști alpine și subalpine calcaroase, Pajiști uscate seminaturale și facies de acoperire cu tufișuri pe substraturi calcaroase (Festuco-Brometalia) (* situri importante pentru orhidee), Păduri alpine de Larix decidua și/sau Pinus cembra, Râuri de munte și vegetația erbacee de pe malurile acestora, Liziere de ierburi înalte hidrofile de câmpie și de nivel montan până la alpin, Pajiști alpine și boreale, Pante stâncoase calcaroase cu vegetație casmofită, Grohotișuri termofile și vest-mediteraneene, Formațiuni ierboase bogate în specii de Nardus, dezvoltate pe substraturi silicioase în zone montane (și în zone submontane, în Europa continentală), Fânețe de joasă altitudine (Alopecurus pratensis, Sanguisorba officinalis), Peșteri inaccesibile publicului.
La baza desemnării sitului se află mai multe specii protejate:
- plante (1): Gentiana ligustica
- păsări (28): minunița (Aegolius funereus), potârnichea de stâncă (Alectoris graeca saxatilis), fâsă de pădure (Anthus spinoletta), acvilă de munte (Aquila chrysaetos), buha (Bubo bubo), șerpar (Circaetus gallicus), erete vânăt (Circus cyaneus), erete cenușiu (Circus pygargus), acvilă țipătoare (Clanga clanga), corb (Corvus corax), ciocănitoare neagră (Dryocopus martius), presură de munte (Emberiza cia), presură de grădină (Emberiza hortulana), sfrâncioc roșiatic (Lanius collurio), câneparul (Linaria cannabina), ciocârlie de pădure (Lullula arborea), Lyrurus tetrix tetrix, mierlă de piatră (Monticola saxatilis), viespar (Pernis apivorus), codroș de munte (Phoenicurus ochruros), pițigoi de munte (Poecile montanus), Prunella collaris, Ptyonoprogne rupestris, stăncuță alpină (Pyrrhocorax graculus), Pyrrhocorax pyrrhocorax, mărăcinar (Saxicola rubetra), silvie-mică (Sylvia curruca), Tachymarptis melba

Pe lângă speciile protejate, pe teritoriul sitului au mai fost identificate 68 de specii de plante, 13 specii de nevertebrate.